# گیاه‌پارچ پرویلی
گیاه‌پارچ پرویلی (نام علمی: Nepenthes pervillei) نام یک گونه از سرده گیاه پارچ است.